# Cheap Magic Inside
Cheap Magic Inside è un film documentario diretto da Chryde e Vincent Moon. Il film funge da video musicale dell'intero album The Flying Club Cup della band statunitense Beirut.

## Trama
Il gruppo interpreta tutte le canzoni dell'album 'lungo le strade', ovvero gli artisti si muovono nella città e il cantante funge da filo conduttore, incontrando nel cammino gli altri membri della band che stanno interpretando la canzone.